# Кемпбелл (острів, Нова Зеландія)

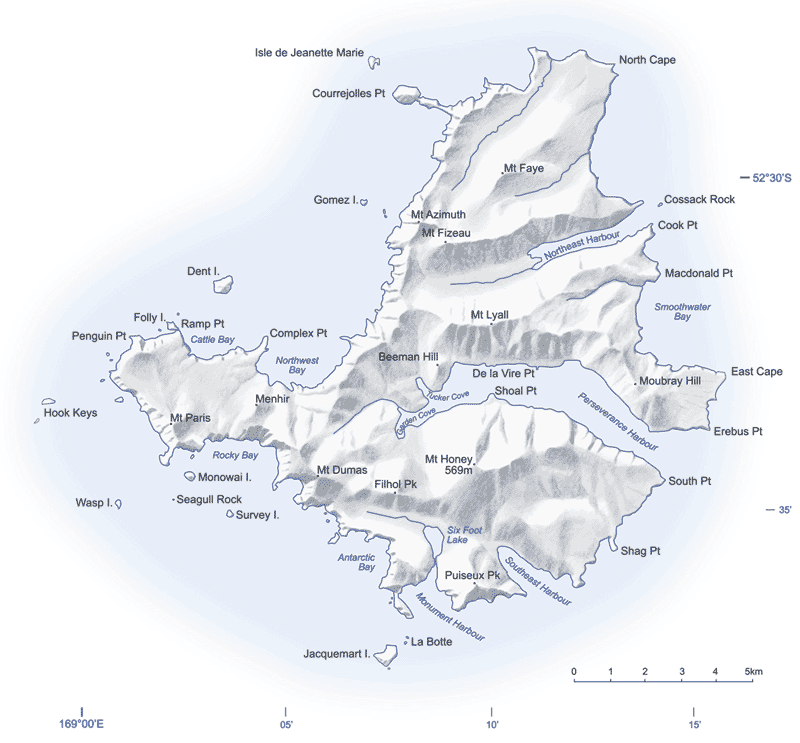
Острів Кемпбелл

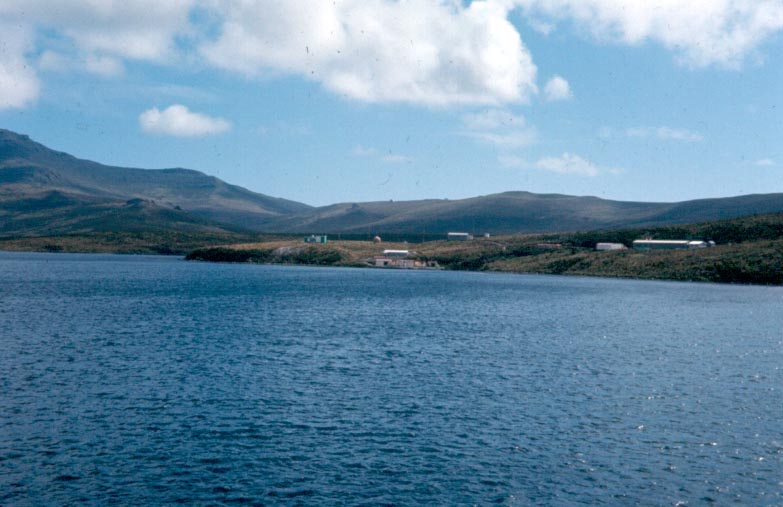
Метеорологічна станція (автоматична з 1995 року)

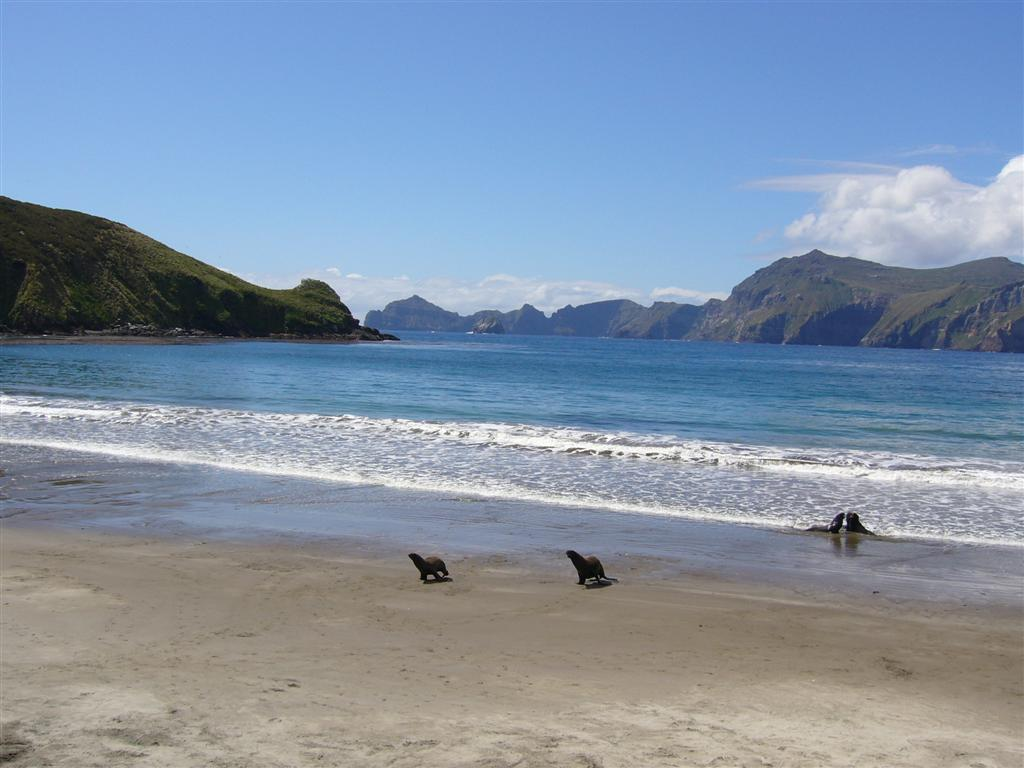
Південно-західна затока

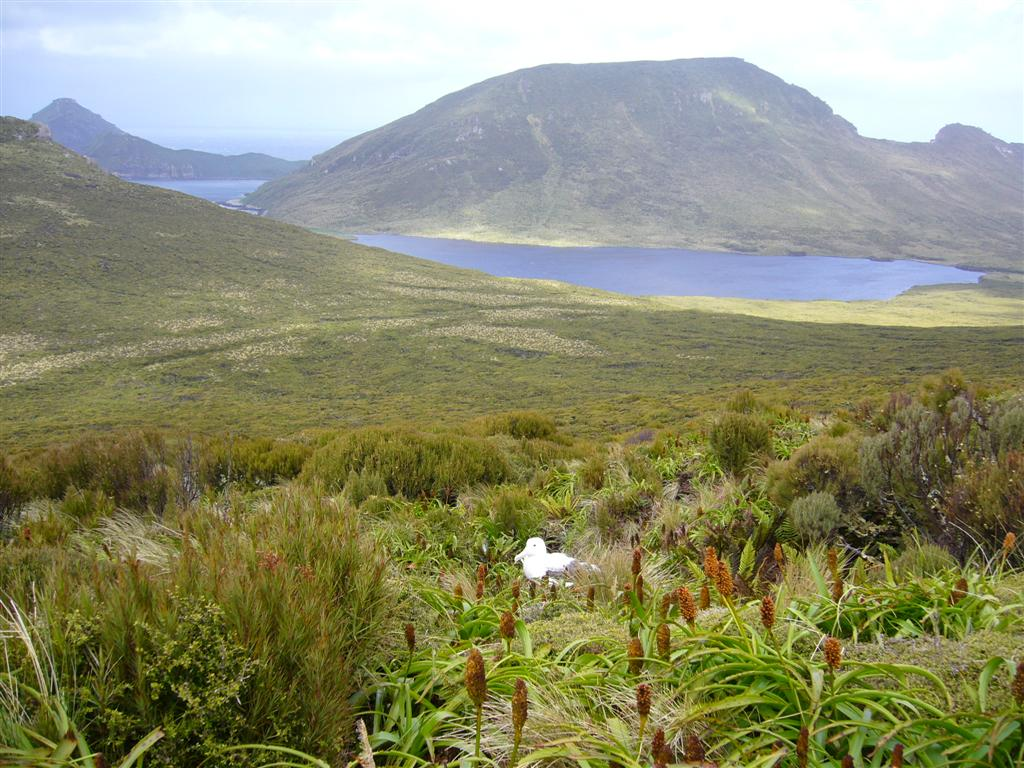
Шестифутове озеро

Острів Кемпбелл (англ. Campbell Island, маорі Motu Ihupuku) — найбільший острів у складі архіпелагу Кемпбелл, Нова Зеландія в точці з координатами 52°32.4′ пд. ш. 169°8.7′ сх. д. / 52.5400° пд. ш. 169.1450° сх. д.. Площа острова (11 268 га) становить понад 99 % площі архіпелагу (11 331 га), при цьому на ньому не має постійного населення.
Острів має вулканічне походження. Найвищою вершиною острова є пік Mount Honey висотою 569 м над рівнем моря. Разом із архіпелагом та з 4 іншими групами островів входить до списку Світової спадщини ЮНЕСКО як Субантарктичні острови Нової Зеландії.
| Нова Зеландія | Це незавершена стаття з географії Нової Зеландії. Ви можете допомогти проєкту, виправивши або дописавши її. |

1. ↑  Камбелл // Энциклопедический словарь — СПб: Брокгауз — Ефрон, 1895. — Т. XIV. — С. 138.